# Parafia Najświętszej Maryi Panny Wspomożycielki Wiernych w Grudziądzu
Parafia Najświętszej Maryi Panny Wspomożycielki Wiernych w Grudziądzu – parafia rzymskokatolicka w diecezji toruńskiej, w dekanacie Grudziądz II, z siedzibą w Grudziądzu. Erygowana 1 listopada 2023 przez księdza biskupa Wiesława Śmigla. Znajduje się w dzielnicy Owczarki.